# Farrukhabad-cum-Fatehgarh
Farrukhabad-cum-Fatehgarh är en stad i den indiska delstaten Uttar Pradesh, och är med sina 276 581 invånare (2011) den största staden i distriktet Farrukhabad. Staden bildar tillsammans med distriktets huvudort Fatehgarh ett storstadsområde med 291 374 invånare (2011).